# Tênis de mesa nos Jogos Sul-Americanos de 2018
As competições de tênis de mesa nos Jogos Sul-Americanos de 2018 ocorreram entre 2 e 7 de junho em um total de 7 eventos. As competições aconteceram no Coliseo Polifuncional Evo Morales, localizado em Cochabamba, Bolívia.

## Calendário
| G | Fase de grupos | P | Primeira rodada | S | Segunda rodada | ¼ | Quartas de final | ½ | Semifinais | F | Finais/Medalhas |

| Evento↓Data →      | Sáb 2 | Dom 3 | Dom 3 | Seg 4 | Seg 4 | Ter 5 | Ter 5 | Ter 5 | Ter 5 | Qua 6 | Qua 6 | Qui 7 | Qui 7 | Qui 7 |
| ------------------ | ----- | ----- | ----- | ----- | ----- | ----- | ----- | ----- | ----- | ----- | ----- | ----- | ----- | ----- |
| Simples masculino  |       |       |       |       |       | G     | G     | G     | G     | G     | S     | ¼     | ½     | F     |
| Simples feminino   |       |       |       |       |       | G     | G     | G     | G     | G     | S     | ¼     | ½     | F     |
| Duplas masculinas  |       |       |       |       |       | P     | P     | ¼     | ½     | F     | F     |       |       |       |
| Duplas femininas   |       |       |       |       |       | P     | P     | ¼     | ½     | F     | F     |       |       |       |
| Duplas mistas      |       |       |       |       |       | P     | S     | ¼     | ½     | F     | F     |       |       |       |
| Equipes masculinas | G     | G     | ¼     | ½     | F     |       |       |       |       |       |       |       |       |       |
| Equipes femininas  | G     | G     | ¼     | ½     | F     |       |       |       |       |       |       |       |       |       |

## Medalhistas
Masculino
| Evento              | Ouro                                              | Prata                                                 | Bronze |
| ------------------- | ------------------------------------------------- | ----------------------------------------------------- | --- |
| Individual detalhes | Vitor Ishiy BRA Brasil                            | Juan Lamadrid CHI Chile                               | Gustavo Gómez CHI Chile Víctor Aguirre PAR Paraguai                                                                 |
| Duplas detalhes     | Gastón Alto Horacio Cifuentes ARG Argentina       | Axel Gavilán Víctor Aguirre PAR Paraguai              | Gustavo Gómez Juan Lamadrid CHI Chile Eric Jouti Vitor Ishiy BRA Brasil                                             |
| Equipes detalhes    | Eric Jouti Thiago Monteiro Vitor Ishiy BRA Brasil | Felipe Olivares Gustavo Gómez Juan Lamadrid CHI Chile | Gastón Alto Horacio Cifuentes Pablo Tabachnik ARG Argentina Axel Gavilán Darío Toranzos Víctor Aguirre PAR Paraguai |

Feminino
| Evento              | Ouro                                              | Prata                                                | Bronze |
| ------------------- | ------------------------------------------------- | ---------------------------------------------------- | --- |
| Individual detalhes | Bruna Takahashi BRA Brasil                        | Gui Lin BRA Brasil                                   | Daniela Ortega CHI Chile Luisa Zuluaga COL Colômbia                                                               |
| Duplas detalhes     | Bruna Takahashi Jessica Yamada BRA Brasil         | Judith Morales Paulina Vega CHI Chile                | Astrid Salazar Nathaly Paredes ECU Equador Luisa Zuluaga Paula Medina COL Colômbia                                |
| Equipes detalhes    | Bruna Takahashi Jessica Yamada Gui Lin BRA Brasil | Daniela Ortega Judith Morales Paulina Vega CHI Chile | Luisa Zuluaga Manuela Echeverry Paula Medina COL Colômbia Camila Obando Gremlis Arvelo Neridee Niño VEN Venezuela |

Misto
| Evento          | Ouro                                   | Prata                                      | Bronze                                                                                       |
| --------------- | -------------------------------------- | ------------------------------------------ | -------------------------------------------------------------------------------------------- |
| Duplas detalhes | Bruna Takahashi Vitor Ishiy BRA Brasil | Paula Medina Joaquín Villegas COL Colômbia | Camila Argüelles Horacio Cifuentes ARG Argentina Astrid Salazar Emiliano Riofrio ECU Equador |

## Quadro de medalhas
| Ordem | País          | Medalha de ouro | Medalha de prata | Medalha de bronze | Total | Ordem por total |
| ----- | ------------- | --------------- | ---------------- | ----------------- | ----- | --------------- |
| 1     | BRA Brasil    | 6               | 1                | 1                 | 8     | 1               |
| 2     | ARG Argentina | 1               |                  | 2                 | 3     | 4               |
| 3     | CHI Chile     |                 | 4                | 3                 | 7     | 2               |
| 4     | COL Colômbia  |                 | 1                | 3                 | 4     | 3               |
| 5     | PAR Paraguai  |                 | 1                | 2                 | 3     | 4               |
| 6     | ECU Equador   |                 |                  | 2                 | 2     | 6               |
| 7     | VEN Venezuela |                 |                  | 1                 | 1     | 7               |
| TOTAL | TOTAL         | 7               | 7                | 14                | 28    | —               |